# Шаронов, Евгений Константинович
Евгений Константинович Шаро́нов (11 декабря 1958, Дзержинск, Горьковская область, СССР) — советский и российский ватерполист (вратарь), олимпийский чемпион 1980 года. Президент Федерации водного поло России. Заслуженный мастер спорта СССР (1980), Заслуженный работник физической культуры Российской Федерации.

## Вехи биографии
Родился 11 декабря 1958 года в г. Дзержинске Горьковской области.
Во время учёбы в школе занимался баскетболом и плаванием, затем увлёкся водным поло. Воспитанник ДЮСШ по водному поло г. Дзержинска.
Окончил ГЦОЛИФК (1983) и Всесоюзную академию внешней торговли (1988). Член КПСС с 1983 года.

## Спортивная карьера
Выступал за команду «Москвич» Автозавода имени Ленинского комсомола (Москва) с 1976 по 1992 год.
В 1990—1991 годах играл в Италии за клуб «ORTIGIA» (Сиракуза).
- Олимпийский чемпион (1980), двукратный бронзовый призёр Олимпийских игр (1988; 1992 — выступал за Объединённую команду).
- Чемпион мира (1982), бронзовый призёр чемпионата мира (1986).
- Двукратный победитель Кубка мира (1981, 1983), серебряный призёр (1987).
- Трёхкратный чемпион Европы (1983, 1985, 1987), серебряный призёр (1981).
- Чемпион Универсиады (1985), серебряный призёр (1979).
- Чемпион первых Игр Доброй Воли (1986).
- Неоднократный призёр международных турниров в составе сборной команды СССР.
- Двукратный победитель Спартакиады народов СССР в составе сборной Москвы (1979, 1983).

Евгению Шаронову принадлежит уникальное для вратарей достижение: в 1982 году в Гуаякиле (Эквадор) он был признан лучшим игроком чемпионата мира среди представителей всех игровых амплуа.

## Карьера после окончания спортивных выступлений
- 1992: избран вице-президентом Федерации водного поло России;
- 1996: избран членом Технического комитета водного поло Международной федерации плавания (FINA);
- 2000—2008: исполнительный директор Федерации водного поло России;
- 2002: избран членом Технического комитета водного поло Европейской федерации плавания (LEN);
- 2008—2012: первый вице-президент Федерации водного поло России;
- 2012: избран президентом Федерации водного поло России[2].

## Признание
- 1980: орден «Знак Почёта»;
- 1984: орден Дружбы народов;
- 2002: орден Дружбы[3];
- 1988: медаль «За трудовую доблесть»;
- 2005: Заслуженный работник физической культуры Российской Федерации[3];
- 2003: включен в Международный Зал Славы плавания (International Swimming Hall of Fame) в США.